# Clermont (New York)
Clermont è un comune degli Stati Uniti d'America, situato nello Stato di New York, nella contea di Columbia.